# Ljubav je svuda
Ljubav je svuda (serbiska: Љубав је свуда) är en låt med den serbiska musikgruppen Moje 3.

## Eurovision
Den 3 mars 2013 blev det klart att låten kommer att vara Serbiens bidrag i Eurovision Song Contest 2013.
Framförandet på scen handlar om en kille som har betett sig oansvarigt för en tjej, som spelas av Nevena Božović. I låten bråkar ängeln och djävulen om huruvida killen är bra för henne eller inte. Ängeln spelas av Mirna Radulović och djävulen av Sara Jovanović.